# 一個巨星的誕生 (2018年原聲帶)
《一個巨星的誕生》（英語：A Star Is Born）是同名電影《星夢情深》於2018年由美國歌手女神卡卡及演員布萊德利·庫柏翻拍的版本的電影原聲帶。原聲帶於 2018年10月5日由新視鏡唱片釋出。  
原聲帶中，兩人製作原聲帶的同時也與多名鄉村樂家合作，包括電影中以庫柏樂團團員角色出場的音樂團體主唱盧卡斯·尼爾森。同時，卡卡也找來了經常合作的製作人DJ白影一同製作原聲帶中帶有流行性質的歌曲。錄製過程中也包括傑森·伊斯貝爾、馬克·朗森、黛安·華倫、安德魯·瓦耶特、麥克史諾樂團等多位樂界製作人協同製作。
在商業成績上，原聲帶在加拿大、中華民國(台灣)、捷克、愛爾蘭、蘇格蘭、斯洛伐木工、瑞典、瑞士、英國及美國排行榜上位居第一，並成為女神卡卡第五張美國《公告牌》二百强专辑榜排行榜冠軍專輯。
2019年此電影原聲帶憑藉熱門歌曲〈擱淺〉，在第61届格莱美奖中榮獲「最佳流行組合或團體」與「最佳影視媒體作品歌曲」兩項大獎，2020年再憑藉熱門歌曲〈不再愛戀〉，在第62屆葛萊美獎中榮獲「最佳影視媒體作品歌曲」與「最佳影視作品原聲帶」兩項大獎。

## 背景和前期發展
2015年3月，影視製作公司華納兄弟宣布正與布萊德利·庫柏討論他作為首次導演將翻拍的同名電影 —《星夢情深》（1937年）第三版（2018年）。 隨著公司通過的翻拍企畫將於 2017年初進行拍攝一事。女神卡卡也於2016年8月正式宣布加入翻拍。劇情上，庫柏將扮演傑克森‧緬因，「一個發掘並最後愛上了由女神卡卡飾演，奮鬥已久的歌手兼作詞家艾莉的資深鄉村歌手。」而卡卡則「負責探討庫柏作為音樂家的表現」。
拍攝時，庫柏花了兩年半的時間去準備電影的翻拍流程以及自己擔綱的，作為資深歌手的角色定位。並同時與多名音樂人以及音樂教師羅格·樂福合作。 庫柏表示:「角色的類型定位直到準備快結束時才確定。如果我有多一年去準備，那搖滾樂無疑是他的定位，但現在，他只是概念的混合體。」

## 詞曲和錄製

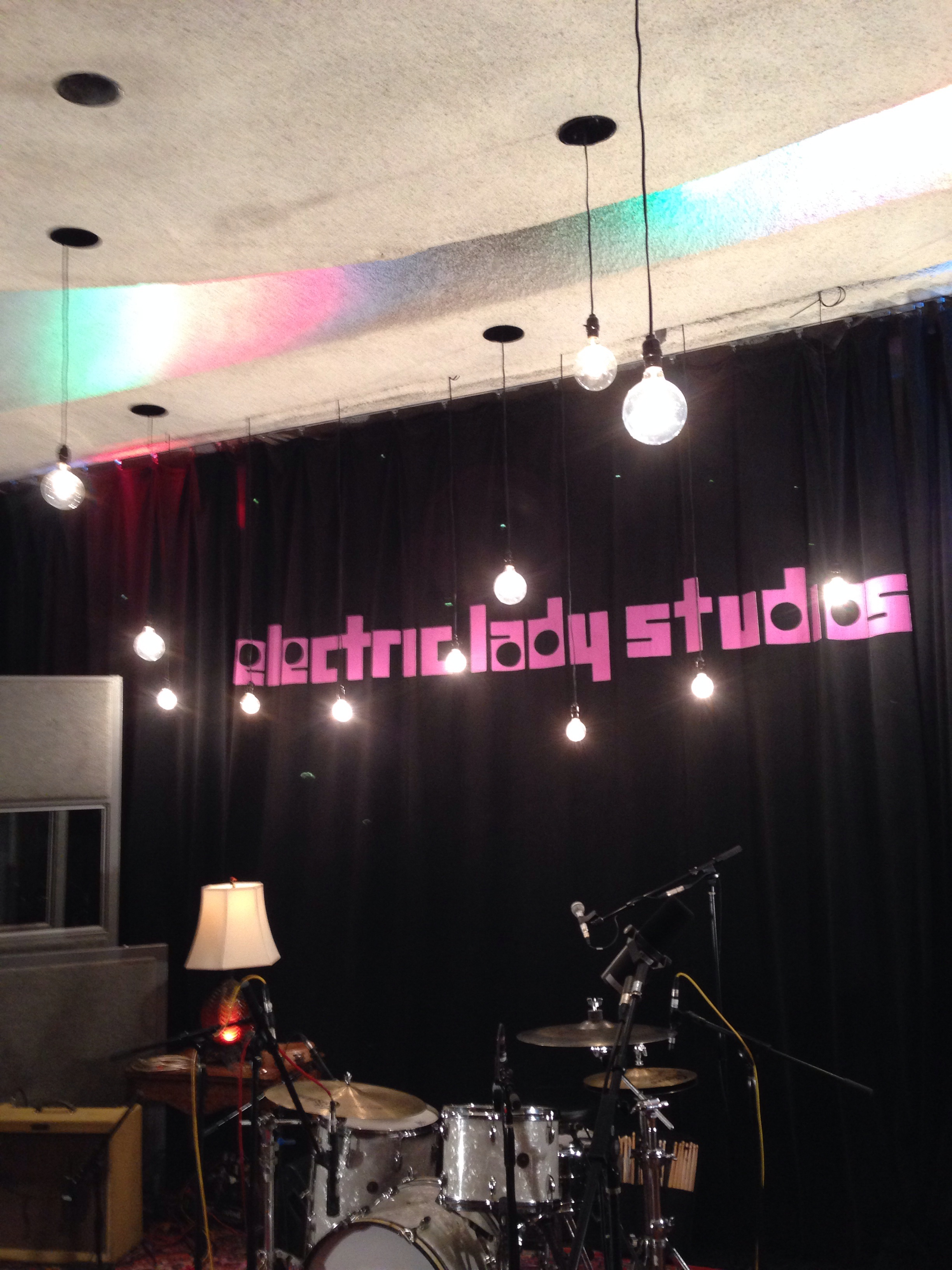
歌曲皆於電子淑女錄音室錄製。

庫柏描述這個原聲帶是「步步發展，宛如故事。」拍片同時，卡卡和他開始著手進行寫詞，結果導致「每首歌都有著不同的形象。」 他補充說明:「結果這些歌曲最後真的變成電影裡的角色了。而且這部電影每個橋段不但都與不同的歌曲相呼應，更涉及到了出身地位、祈求和後悔。以這為出發點，我們開始探索在哪些正確橋段該插入哪首歌曲。」 傑森‧伊斯貝爾為庫柏扮演的角色寫了一首歌，該曲後期為庫柏的多次歌曲製作起了揣摩的作用。伊斯貝爾把歌曲寄給庫柏的合作者、納許維爾的製片人戴夫·科布。
在看過盧卡斯‧尼爾森（知名鄉村歌手威利‧尼爾森的兒子）於 2016年10月在Desert Trip音樂節的演出之後，庫柏聯繫盧卡斯並詢問他是否有意以音樂顧問的身分加入翻拍。 尼爾森說當他開始「為電影寫詞時，僅僅是為了好玩而已，當我把它們寄到製作人那兒時，他們表示很喜歡。接著女神卡卡開始與我聯繫。然後我們就成了一起寫詞的好朋友。」隨後，尼爾森與卡卡碰面並開始與她合作寫歌(而她，則為尼爾森 2017年的同名專輯中兩首曲目提供了伴唱)。其中盧卡斯和他的樂團，盧卡斯與真實誓約，出現在片中並飾演庫柏的樂團。
為了製作原聲帶，卡卡重新找來了曾協助她製作前一張專輯《喬安》（2016年）()的製作人馬克·朗森以及作詞人希拉禮·林賽。而對於原聲帶中，由她飾演的角色艾莉所要唱的偏流行風格的歌曲則與自己經常性合作的製作人DJ白影合作錄製。
在卡卡的堅持下，專輯中所有的歌曲都是在現場錄製完成的。

## 音樂和作詞
美國音樂雜誌告示牌在雜誌中提到認為原聲帶本身就是「故事整體劇情」，並補充說明「許多歌詞都涉及了等待、渴望轉變，同時也放大了奮鬥的部分。而另一部分的歌詞，則將偉大的愛情與一位酗酒搖滾明星（傑克森‧緬因，庫柏飾演）連接在一起，並描述著他與新人歌手（艾莉，女神卡卡飾演）擁有著彼此。」最後，雜誌文章以「音樂如同聳立一般，不論有沒有電影，它們都注定成為不衰的經典、充滿情感、堅韌及真誠。這些歌聽起來就像......老實說吧，就像一個明顯雜亂無章的藝術家直直地擊中了聆聽者的內心。」做結尾。

## 釋出
電影配樂的曲目列表和發行日期於2018年8月30日公佈； 當時新視鏡唱片在推特上發布道 「19首風格相異的歌曲+15段電影對白將會帶領你開啟一趟反映出電影觀感的旅程。」，其中原聲帶中的歌曲〈淺灘〉於 2018年9月27日做為首單正式釋出。

## 評價
| 綜合得分        | 綜合得分 |
| 來源            | 評分     |
| --------------- | -------- |
|                 | 78/100   |
| 評論得分        |          |
| 來源            | 評分     |
| AllMusic        | [ 16 ]   |
| 每日電訊報      | [ 17 ]   |
| 衛報            | [ 18 ]   |
| 滾石            | [ 19 ]   |
| 新音樂快遞      | [ 20 ]   |
| Pitchfork Media | 7.4/10   |
| 偏鋒雜誌        | [ 22 ]   |

原聲帶得到了評論家的讚譽。 Metacritic在主流出版物的評論中給予100分的標準化評級，該專輯的平均得分為78分，基於8條評論，顯示評價為“普遍好評”。
在《華盛頓郵報》中，一篇正向的評論將原聲帶稱為「五星級的奇蹟」並表示它很可能是葛萊美年度專輯獎的競爭者之一。衛報的本·博蒙特·托馬斯給予專輯正面的評論，他承認「布萊德利．庫柏證明了他的唱歌技巧就跟他的演技及指導拍片的能力一樣好」，但是「卡卡的流行樂實力提升了每首歌的等級，無論是鋼琴伴奏的抒情曲還是令人心碎的二重唱。」
在一篇正向評論中，AllMusic的專欄作者史蒂芬·托馬斯·艾爾維恩認為「每首歌都具有敘事以及獨立性，歌曲之間完美相結合成一張專輯。」儘管對歌曲十分滿意，史蒂芬仍舊對原聲帶中插入的對白感到不滿。《滾石雜誌》的布列塔尼．史班諾在可能給予原聲帶五星的思考下仍給予原聲帶四星評價，他說「專輯中卡卡為了延伸艾利的職業生涯所寫的歌......太棒了......浪漫且不帶有平庸及強勢。」《新音樂快遞》的尼克賴利稱讚這張原聲帶並表示：「飽含情感的歌曲，完全符合這部注定浪漫的純真故事。」，並補充這張專輯是「近幾年來好來屋最棒的原聲帶之一。」
每日電訊報的尼爾．麥考克米克給予專輯一般的評價，他表示他十分享受原聲帶，但他也表示「經歷了一場從搖滾樂到膚淺流行樂的尷尬旅程」並認為「原聲帶唐突的轉換到溫和的流行樂時，出現了一種脫節感。」《偏鋒雜誌》的傑洛米．威諾格拉德，在評論中批評這張專輯，他表示「《星夢情深》毫無疑問應是以十首強勁歌曲為核心的專輯，因為與表演不同的是，過多的對白無疑會影響到專輯中濃烈情感的表現，這會將導致專輯中所帶有的質量無法回應那些高度期待。」

## 商業成績
包含16萬2千張實體銷量，《星夢情深》原聲帶以約23萬1千的總銷量空降美國《公告牌》二百强专辑榜冠軍。它是三年來單周銷量最高的原聲帶。同時也是卡卡的第五張、庫柏的首張冠軍專輯。在這其中，卡卡拓展了她在女歌手中的紀錄，超越了原先持平的泰勒·斯威夫特，成為了2010近十年擁有最多張冠軍專輯的女歌手。除了實體銷量，《星夢情深》原聲帶也獲得了3萬7千份的播放流量單位以及3萬2千份數位單曲下載單位。
原聲帶不僅於告示牌加拿大專輯榜上空降榜首，同時也以1萬8千份的流量單位，獲得加拿大數位歌曲榜榜首以及當周最高按需流量第七名。自2011年的專輯《天生完美》後，這是卡卡第三張成績於加拿大內達到巔峰的專輯。
在英國，原聲帶與二十一名飛員樂團的第五張專輯《Trench》出現了商業競爭，隨著榜單的變化，後者成為了冠軍。然而，根據英國音樂雜誌《音樂週》的作者艾倫‧瓊斯表示，原聲帶於最後一刻拉開了差距，並藉以 3萬1816份的銷量首次登上了英國專輯排行榜冠軍 (其中包含包括來自流當量單位計算的6,178個)。這成了繼卡卡第一張英國冠軍專輯《流行藝術》（ARTPOP）（2013）後的第四張英國冠軍專輯，同時也是庫柏的首張冠軍專輯。
原聲帶同時也於愛爾蘭及蘇格蘭內榮獲冠軍，並同時也是卡卡於愛爾蘭內的第三張冠軍專輯。而在澳大利亞，原聲帶於榜內獲得第三名。在法國，原聲帶以首周總銷量8700份的成績登上SNEP專輯榜第七名。在澳大利亞，原聲帶則登上ARIA專輯榜第三名。

## 曲目列表
| 標準版   | 標準版 | 標準版                                                 | 標準版                            | 標準版   |
| 曲序     | 曲目 | 词曲                                                   | 製作人                            | 时长     |
| -------- | --- | ------------------------------------------------------ | --------------------------------- | -------- |
| 1.       | 〈序〉 "Intro"                                                                                               |                                                        |                                   | 0:20     |
| 2.       | 〈黑眸〉 "Black Eyes"（布萊德利·庫柏演唱）                                                                   | 布萊德利·庫柏 盧卡斯·尼爾森                            | 庫柏 尼爾森 女神卡卡 [a] [b]      | 3:04     |
| 3.       | 〈虹外境地〉 "Somewhere Over the Rainbow"（電影對白，女神卡卡擔綱）                                          | 哈羅德‧阿爾倫 E.Y.哈爾堡 克萊兒‧路易司‧威特斯頓 [ 34 ] |                                   | 0:42     |
| 4.       | 〈幻想法國〉 "Fabulous French"（電影對白，布萊德利·庫柏、女神卡卡、安東尼·拉莫斯、珊卓拉‧拉奎法‧瓦德利擔綱） |                                                        |                                   | 0:20     |
| 5.       | 〈玫瑰人生〉 "La Vie en rose"（原唱 愛迪·琵雅芙，女神卡卡演唱）                                              | 盧恩蓋 愛迪·琵雅芙                                     | 卡卡 布萊恩·紐曼                  | 3:00     |
| 6.       | 〈我會等著你〉 "I'll Wait for You"（電影對白，布萊德利·庫柏與女神卡卡擔綱）                                  |                                                        |                                   | 0:19     |
| 7.       | 〈也許時候到了〉 "Maybe It's Time"（布萊德利·庫柏演唱）                                                      | 傑森·伊斯貝爾                                          | 庫柏 班·賴斯 卡卡 [a]             | 2:40     |
| 8.       | 〈停車區〉 "Parking Lot"（電影對白，布萊德利·庫柏與女神卡卡擔綱）                                            |                                                        |                                   | 0:31     |
| 9.       | 〈錯誤時機〉 "Out of Time"（布萊德利·庫柏演唱）                                                              | 庫柏 尼爾森                                            | 庫柏 尼爾森                       | 2:53     |
| 10.      | 〈藉口〉 "Alibi"（布萊德利·庫柏演唱）                                                                        | 女神卡卡 庫柏 尼爾森                                   | 女神卡卡 庫柏 尼爾森              | 3:03     |
| 11.      | 〈相信我〉 "Trust Me"（電影對白，布萊德利·庫柏與女神卡卡擔綱）                                               |                                                        |                                   | 0:32     |
| 12.      | 〈淺灘〉 "Shallow"（布萊德利·庫柏與女神卡卡演唱）                                                            | 卡卡 馬克·朗森 安東尼·羅蘇曼多 安德魯·瓦耶特           | 卡卡 賴斯                         | 3:36     |
| 13.      | 〈第一站，亞利桑那〉 "First Stop, Arizona"（電影對白，布萊德利·庫柏與女神卡卡擔綱）                          |                                                        |                                   | 0:11     |
| 14.      | 〈眼中的天籟〉 "Music to My Eyes"（布萊德利·庫柏與女神卡卡演唱）                                             | 卡卡 尼爾森                                            | 尼爾森                            | 3:19     |
| 15.      | 〈掘我墳墓〉 "Diggin' My Grave"（布萊德利·庫柏與女神卡卡演唱）                                               | 保羅·肯內利                                            | 卡卡 尼爾森                       | 3:57     |
| 16.      | 〈我愛你〉 "I Love You"（電影對白，布萊德利·庫柏與女神卡卡擔綱）                                             |                                                        |                                   | 0:19     |
| 17.      | 〈永遠記得我們現在的樣子〉 "Always Remember Us This Way"（女神卡卡演唱）                                     | 卡卡 娜塔莉·漢姆比 希拉禮·林賽 洛瑞·麥肯納             | 卡卡 戴夫·科布                    | 3:30     |
| 18.      | 〈不敢置信〉 "Unbelievable"（電影對白，女神卡卡與瑞費·葛倫擔綱）                                             |                                                        |                                   | 0:29     |
| 19.      | 〈你是怎麼聽到的〉 "How Do You Hear It?"（電影對白，布萊德利·庫柏與女神卡卡擔綱）                            |                                                        |                                   | 0:14     |
| 20.      | 〈看我找到什麼〉 "Look What I Found"（女神卡卡演唱）                                                         | 卡卡 小馬克尼蘭 尼克·蒙森 DJ白影 尼爾森 亞倫．拉第埃   | 卡卡 尼蘭 蒙森 白影               | 2:55     |
| 21.      | 〈曼非斯〉 "Memphis"（電影對白，布萊德利·庫柏與女神卡卡擔綱）                                                |                                                        |                                   | 0:24     |
| 22.      | 〈治癒〉 "Heal Me"（女神卡卡演唱）                                                                           | 卡卡 尼蘭 蒙森 白影 茱莉亞·麥可斯 賈斯汀·特蘭特        | 卡卡 尼蘭 蒙森 白影               | 3:17     |
| 23.      | 〈我不懂何謂愛〉 "I Don't Know What Love Is"（布萊德利·庫柏與女神卡卡演唱）                                  | 卡卡 尼爾森                                            | 卡卡 [c] 尼爾森 尼蘭 [b] 蒙森 [b] | 2:57     |
| 24.      | 〈誓言〉 "Vows"（電影對白，女神卡卡擔綱）                                                                    |                                                        |                                   | 0:18     |
| 25.      | 〈這樣好嗎?〉 "Is That Alright?"（女神卡卡演唱）                                                             | 卡卡 尼蘭 蒙森 白影 尼爾森 亞倫·拉第埃                 | 卡卡 尼蘭 蒙森 白影               | 3:11     |
| 26.      | 〈週六夜現場〉 "SNL"（電影對白，亞歷·鮑德溫、唐·金、麥克·曼奇尼與真娜·羅西塔諾）                             |                                                        |                                   | 0:13     |
| 27.      | 〈為何要這樣?〉 "Why Did You Do That?"（女神卡卡演唱）                                                       | 卡卡 黛安·華倫 尼蘭 蒙森 白影                          | 卡卡 尼蘭 蒙森 白影               | 3:05     |
| 28.      | 〈頭髮 身體 臉〉 "Hair Body Face"（女神卡卡演唱）                                                            | 卡卡 尼蘭 蒙森 白影                                    | 卡卡 尼蘭 蒙森 白影 賴斯 [d]      | 3:23     |
| 29.      | 〈第98幕〉 "Scene 98"（電影對白，布萊德利·庫柏與女神卡卡擔綱）                                               |                                                        |                                   | 0:35[f]  |
| 30.      | 〈在我哭之前〉 "Before I Cry"（女神卡卡演唱）                                                                | 卡卡 尼蘭 蒙森 白影                                    | 卡卡 尼蘭 蒙森 白影               | 4:19     |
| 31.      | 〈太糟了〉 "Too Far Gone"（布萊德利·庫柏演唱）                                                               | 庫柏 尼爾森                                            | 庫柏 尼爾森                       | 1:26     |
| 32.      | 〈十二音符〉 "Twelve Notes"（電影對白，女神卡卡與山姆·埃利奧特擔綱）                                         |                                                        |                                   | 1:04     |
| 33.      | 〈不再愛戀〉 "I'll Never Love Again"（電影版) (布萊德利·庫柏與女神卡卡演唱）                                 | 卡卡 漢姆比 林賽 拉第埃                                | 卡卡 賴斯                         | 4:41     |
| 34.      | 〈不再愛戀〉（原聲帶版) (布萊德利·庫柏與女神卡卡演唱）                                                       | 卡卡 漢姆比 林賽 拉第埃                                | 卡卡 賴斯                         | 5:29     |
| 总时长： | 总时长： | 总时长：                                               | 总时长：                          | 70:01[g] |

| 無對白版 | 無對白版                          | 無對白版 |
| 曲序     | 曲目                              | 时长     |
| -------- | --------------------------------- | -------- |
| 1.       | 〈黑眸〉                          | 3:03     |
| 2.       | 〈玫瑰人生〉                      | 2:59     |
| 3.       | 〈也許時候到了〉                  | 2:39     |
| 4.       | 〈錯誤時機〉                      | 2:52     |
| 5.       | 〈藉口〉                          | 3:03     |
| 6.       | 〈淺灘〉                          | 3:35     |
| 7.       | 〈眼中的天籟〉                    | 3:19     |
| 8.       | 〈為我掘墓〉                      | 3:57     |
| 9.       | 〈請永遠別忘記我們〉              | 3:30     |
| 10.      | 〈看我找到什麼〉                  | 2:55     |
| 11.      | 〈治癒〉                          | 3:16     |
| 12.      | 〈我不懂愛一物〉                  | 2:57     |
| 13.      | 〈這樣好嗎?〉                     | 3:11     |
| 14.      | 〈為何要這樣?〉                   | 3:04     |
| 15.      | 〈頭髮 身體 臉〉                  | 3:22     |
| 16.      | 〈在我哭之前〉                    | 4:18     |
| 17.      | 〈太糟了〉                        | 1:26     |
| 18.      | 〈不再愛戀〉（電影版) (電台修正） | 4:41     |
| 19.      | 〈不再愛戀〉（延長版) (電台修正） | 5:28     |
| 总时长： | 总时长：                          | 63:37    |

備註
- ^[a]  – 協助的聲樂製作人
- ^[b]  – 協助製作人
- ^[c]  – 主要兼協助製作人
- ^[d]  – 聲樂製作人
- ^[e]  – 0:31後專輯上為淨版
- ^[f]  – 0:34後專輯上為淨版
- ^[g]  – 69:59後專輯上為淨版

## 榜單排行
| 榜單 (2018)                               | 最高 排行 |
| ----------------------------------------- | --------- |
| 阿根廷專輯榜 (CAPIF)                      | 3         |
| 澳洲專輯榜 (ARIA)                         | 1         |
| 奧地利（奧地利Ö3專輯榜）                  | 2         |
| 比利時法蘭德斯（Ultratop專輯榜）          | 4         |
| 比利時瓦隆（Ultratop專輯榜）              | 4         |
| 加拿大（《告示牌》Canadian Albums Chart） | 1         |
| 克羅埃西亞國際專輯榜 (HDU)                | 3         |
| 捷克（ČNS IFPI專輯榜）                    | 1         |
| 荷蘭（MegaCharts專輯榜）                  | 3         |
| 芬蘭（Suomen virallinen lista專輯榜）     | 12        |
| 法國（SNEP專輯榜）                        | 7         |
| 德國（Offizielle Top 100專輯榜）          | 5         |
| 希臘專輯榜 (IFPI Greece)                  | 4         |
| 匈牙利（MAHASZ專輯榜）                    | 15        |
| 冰島專輯榜 (Tonlist)                      | 25        |
| 愛爾蘭 (愛爾蘭唱片音樂協會)               | 1         |
| 義大利專輯榜 (義大利音樂產業聯盟)         | 4         |
| 紐西蘭專輯榜 (紐西蘭唱片音樂協會)         | 1         |
| 挪威（VG-lista專輯榜）                    | 2         |
| 波蘭（ZPAV專輯榜）                        | 32        |
| 葡萄牙（AFP專輯榜）                       | 2         |
| 蘇格蘭（OCC專輯榜）                       | 1         |
| 斯洛克伐專輯榜 (ČNS IFPI)                 | 1         |
| 韓國（Gaon專輯榜）                        | 37        |
| 韓國（Gaon國際專輯榜）                    | 1         |
| 西班牙專輯榜 (PROMUSICAE)                 | 4         |
| 瑞典 (瑞典最熱榜)                         | 1         |
| 瑞士（Schweizer Hitparade專輯榜）         | 1         |
| 英國（OCC專輯榜）                         | 1         |
| 1                                         |           |
| 美国（《告示牌》200）                     | 1         |
| 美國（《告示牌》Soundtrack Albums）       | 1         |
| 美國（《告示牌》Top Tastemaker Albums）   | 1         |

## 釋出歷史
| 地區 | 釋出日        | 形式                 | 廠牌       | 参文   |
| ---- | ------------- | -------------------- | ---------- | ------ |
| 全球 | 2018年10月5日 | 數位下載 CD 密紋唱片 | 新視鏡唱片 | [ 67 ] |

## 相關連結
- A Star Is Born Music （页面存档备份，存于） 官方網站